# Castell de Saldes
El Castell de Saldes és un castell termenat al municipi de Saldes, al Berguedà, declarat Bé Cultural d'Interès Nacional. Situat prop del nucli de Saldes, al costat nord-est d'aquest, en turó dominat de la vall, redossat a la muntanya.
Actualment es troba en ruïnes, tot i que aquestes han estat restaurades. Restes d'un castell roquer, format a partir d'un mur al llarg del tossal a pocs metres del cim. Importants murs marquen un ampli perímetre. El castell inclou restes d'edificacions repenjades a les roques i una petita capella romànica en un extrem. Subsisteix una nau de dues plantes amb coberta de volta apuntada de pedra, de carreus irregulars i segueix filades a trencajunt.

## Descripció
Les restes del castell de Saldes formen un conjunt format per dos edificis relativament ben conservats voltats de fragments de muralla, fonaments d'altres construccions en ruïnes i l'església que es troba al costat del cos fortificat. Sota el conjunt, per la banda de migdia, hi ha les restes en ruïnes de dues antigues cases.
A l'angle nord-oest arrenca una muralla de 90cm de gruix feta amb pedres irregulars unides amb fang.
L'estructura del castell es divideix en dos parts clarament diferenciables, el recinte Jussà i el recinte Sobirà. El recinte Jussà conserva restes d'habitacles força tardans i restes de muralla, mentre que el recinte sobirà conserva un cos fortificat i la capella de Santa Maria, a tocar de la penya i altres edificacions mig enrunades i cobertes de vegetació.
El conjunt del castell de Saldes és format un seguit d'edificacions i estructures:
- L'església de Santa Maria se situa a l'angle més llevantí del recinte casteller, es tracta d'un edifici romànic, documentat a partir de 1288, que en un inici seria format per una única nau coberta amb volta de canó apuntada, capçada en un absis semicircular amb la porta a migdia i coronada a ponent per un campanar de cadireta d'un ull. En època moderna l'edifici patiria modificacions com l'obertura d'una nova obertura a ponent amb porta dintellada i biga de fusta, l'absis prengué forma oval i es cobrí amb teules ceràmiques.

- El cos fortificat és la resta més important del castell, conservat a la banda oposada de la capella. Es tracta d'un cos rectangular de 14,25 m de llarg i una amplada entre 5,9 i 6,2 metres, estructurat en dos nivells. Les dependències de tramuntana són al nord del cos fortificat i s'observen restes de murs i retalls a la roca natural que denoten la utilització d'aquest espai com a dependències secundàries amb la muralla com a paret exterior, adossat al cos residencial per la banda sud.

Es poden distingir dos nivells: l'inferior format per una sala coberta amb una volta ogival, i el superior, mig enrunat. El cos inferior consta d'una sala amb porta d'accés a llevant que és fruit d'una reforma moderna, i al mur meridional conserva tres espitlleres, tot i que aquest no disposa de sostre. Del pis superior, situat sobre aquesta volta, només resten alguns murs perimetrals que permeten esbrinar que estava dividit en diverses cambres i en els que es conserven també espitlleres.
- El pati d'armes és a llevant del cos residencial, és un gran espai sense obert delimitat al sud pel clos murallat a l'est la capella i al nord un edifici de grans proporcions.[2]
- El perímetre murallat es conserva en força bon estat amb alçades considerables a la banda sud i oest del recinte sobirà.

La intervenció duta a terme l'any 2001 posà de manifest la complexitat de l'edifici, en els dos recintes; El recinte Sobirà engloba el cos residencial, la capella de Santa Maria del Castell i altres estructures dispersades arreu del recinte. El portal d'accés al recinte conservava el marxapeu i els muntants de l'extrem oest, la primera filada de llevant amb indicis de l'antic portal, segurament fet amb un arc de mig punt adovellat. El portal separaria el clos sobirà en dues zones: la primera formada pel cos residencial de dues plantes, i la segona ubicada a ponent amb diverses construccions. El recinte Jussà seria format per un seguit de construccions aixecades al sud del cos sobirà i definint la terrassa inferior. La comunicació entre els dos recintes es faria mitjançant una escala d'accés i separats per un mur de factura similar a l'ubicat al nord de la sala residencial. Flanquejant aquest mur per l'extrem sud-oest s'aixeca una torre de planta quadrada, de la qual només es conserven parcialment les parets sud, est i oest. Adossades a la muralla hi ha un seguit d'edificacions d'època moderna interpretades com a habitatges.
Pel que fa a la cronologia, es pot considerar que en un primer moment ja hi hauria en l'indret del cos residencial una estructura que ocuparia les mateixes dimensions que l'actual, feta de carreus de mida mitjana col·locats de forma plana formant filades irregulars i units amb morter de calç. Aquesta estructura estaria dividida en dos pisos amb forjats de fusta, que posteriorment foren substituïts per volta de canó apuntada. Els autors de l'excavació proposen per a aquest moment inicial els anys 1065 - 1095, dates en què Galceran prestà jurament al comte de Cerdanya, Guillem Ramon. Més tard, cap a mitjans del segle xiii i vinculat a l'època de màxima esplendor del castell, s'observa una modificació de l'edifici. Segurament és en aquest moment quan es canvià la coberta, es reparà la muralla sud, es construí la capella de Santa Maria, i s'aixecaria la torre del sud-oest del recinte jussà com a fortificació i defensa del nucli habitat, en ple desenvolupament en aquest moment. És en aquest moment quan el llinatge de Pinós, propietaris del castell, el fan residència habitual.
En època baixmedieval es reparen les parets sud i nord del cos residencial, s'hi obren finestres, es pavimenta una zona amb enllosat i es construeix una llar de foc adossada a la paret nord, totes elles construccions amb un aparell més simple. També en aquell moment es construeix un pany de muralla que englobaria el recinte jussà i el sobirà, en què queden restes de merlets i del pas de ronda, tot aquest conjunt de últimes reformes datarien de mitjans del segle xiv. L'amortització i abandó del castell es realitzaria en el segle xvii, moment en què el castell està en mans dels ducs d'Alba.

## Història
Castell termenat. Documentat el 1068 i 1095. L'any 839, Saldes és esmentat a l'acta de consagració de la catedral d'Urgell. 1068 i 1095, citacions històriques diverses. Segles XII al XV, altres notícies històriques diverses. El 1370, es fan obres al castell. Pel que fa al segle xvii, cal dir que el lloc pertany al Duc d'Alba. El 1966, hi ha obres d'excavació i de restauració pel Servei de la Diputació de Barcelona.
La primera referència documental la tenim compresa entre els anys 1068 i 1095, quan Galceran, fill de Sicardis prestà jurament de fidelitat a Guillem Ramon, comte de Cerdanya. Posteriorment entre els anys 1109 i 1117 es tornà a fer el mateix sagrament, aquesta vegada va ésser amb el comte Bernat Guillem; quan aquest darrer finà, passà a Ramon Berenguer III, comte de Barcelona.
L'any 1165, n'eren senyors d'aquest castell en Galceran i Berenguera de Pinós, es creu que en aquesta època n'eren els castlans la família Saldes. Entre els anys 1162 i 1196, Galceran de Pinós jurà fidelitat al rei Alfons "el Cast", per aquest castell i d'altres. El succeí el seu fill homònim que l'any 1279 arrendà durant cinc anys els rèdits de Saldes.
L'any 1294, Galceran de Pinós i la seva dona Berenguera, varen ratificar a Jaume Martí, de Bagà, la batllia i el terme d'aquest castell. Un any més tard va ésser nomenat R. De Vallespirans com a governador d'aquest territori.
L'any 1296, Galceran de Pinós donà a Jaume Digo, de Bagà, aquest castell amb la condició que hi fes estada permanent amb la seva família.
Entre 1306 i 1316, aquest castell junt amb el de Bagà, Gavarrós i Gósol varen estar ocupats per les forces del rei Jaume II que estaven en guerra amb Pere I Galceran de Pinós. Quan aquest darrer finà, es produí una controvèrsia respecte de si calia retre homenatge al rei pels castells de Gósol, l'Espà, Saldes i Querforadat; els juristes sentenciaren a favor dels Pinós, ja que els tenien en propi alou, i no pas enfeudats pel rei.
L'any 1324, morí el donzell Bernat de Gósol, que posseïa aquest castell entre d'altres en feu, pel baró de Pinós. El succeí la seva filla Violant que prengué la investidura de mà d'en P. de Santa Eulàlia.
L'any 1326, els homes de Gresolet varen estar penyorats perquè no havien acudit al so que havia estat emès des del castell de Saldes.
L'any 1344, el baró de Pinós arrendà aquest castell per 85 lliures.
L'any 1357, Ramon Fortuny va ser nomenat batlle de Saldes per Pere III Galceran de Pinós.
L'any 1370 es varen fer obres al castell, principalment a la residència del senyor.
En el fogatjament de 1365-1370 comptava amb 58 focs, també es troba inclosa aquí la parròquia de Turbaus. En el fogatjament de 1381, s'assigna al castell de Saldes, 36 focs.
L'any 1383, Bernat I Galceran de Pinós, heretà del seu germà Pere aquest castell i jurà de guardar els privilegis de Saldes.
L'any 1484, durant la revolta dels remences, aquest castell estigué en perill de ser pres pels pagesos.
El segle xv acaben les referències històriques del castell, que perdé importància i inicià la seva decadència, El segle xvii Saldes figura com a possessió del duc d'Alba, a la sotsvegueria de Berga i la vegueria de Manresa.
L'any 1965 l'edifici va ser restaurat pel Servei de Catalogació i Conservació de Monuments de la Diputació de Barcelona. L'octubre de l'any 2001 es va procedir a realitzar una intervenció consistent en un estudi d'interpretació, consolidació i excavació d'urgència, portada a terme per Pere Cascante per encàrrec de l'Ajuntament de Saldes a través de la Societat d'Arqueologia del Berguedà (Cascante, 2004). Es va excavar la sala principal, deixant al descobert el paviment de lloses.